# Пердажус
Перда́жус, Пердаксиус (итал. и сард. Perdaxius [perˈdaʒus]) — коммуна в Италии, располагается в регионе Сардиния, в провинции Южная Сардиния.
Население составляет 1 391 человек (30-06-2019), плотность населения составляет 47,15 чел./км². Занимает площадь 29,5 км². Почтовый индекс — 9010. Телефонный код — 0781.
Покровителем коммуны почитается святой апостол Иаков Старший, празднование 25 июля, и святая Анна, празднование 26 июля.

## Демография
Динамика населения:

## Администрация коммуны
- Официальный сайт: https://web.archive.org/web/20090525062501/http://www.comune.perdaxius.ca.it/